# Дейн (Вісконсин)
Дейн (англ. Dane) — селище (англ. village) в США, в окрузі Дейн штату Вісконсин. Населення — 1117 осіб (2020).

## Географія
Дейн розташований за координатами 43°14′46″ пн. ш. 89°29′58″ зх. д. / 43.24611° пн. ш. 89.49944° зх. д. (43.246100, -89.499577).  За даними Бюро перепису населення США в 2010 році селище мало площу 2,94 км², з яких 2,92 км² — суходіл та 0,02 км² — водойми.

## Демографія
Згідно з переписом 2010 року, у селищі мешкало 995 осіб у 363 домогосподарствах у складі 266 родин. Густота населення становила 339 осіб/км².  Було 373 помешкання (127/км²).
Расовий склад населення:
| - 94,7 % — білих - 1,7 % — азіатів - 0,8 % — чорних або афроамериканців - 0,1 % — корінних американців - 2,1 % — осіб інших рас |

До двох чи більше рас належало 0,6 %. Частка іспаномовних становила 4,3 % від усіх жителів.
За віковим діапазоном населення розподілялося таким чином: 29,0 % — особи молодші 18 років, 63,4 % — особи у віці 18—64 років, 7,6 % — особи у віці 65 років та старші. Медіана віку мешканця становила 32,5 року. На 100 осіб жіночої статі у селищі припадало 111,7 чоловіків;  на 100 жінок у віці від 18 років та старших — 105,8 чоловіків також старших 18 років.
Середній дохід на одне домашнє господарство  становив 82 603 долари США (медіана — 77 125), а середній дохід на одну сім'ю — 95 815 доларів (медіана — 95 313). Медіана доходів становила 51 333 долари для чоловіків та 42 222 долари для жінок. За межею бідності перебувало 4,9 % осіб, у тому числі 2,0 % дітей у віці до 18 років та 5,9 % осіб у віці 65 років та старших.
Цивільне працевлаштоване населення становило 655 осіб. Основні галузі зайнятості: освіта, охорона здоров'я та соціальна допомога — 22,4 %, виробництво — 13,6 %, будівництво — 12,2 %.